# Torneo Clausura 2013 Fútbol Femenino (Chile)
El Campeonato de Clausura de Primera División de Fútbol Femenino 2013 fue el noveno torneo de la Primera División de fútbol femenino de Chile, comenzó el día 7 de septiembre. La organización está a cargo de la ANFP, y algunos de los partidos fueron transmitidos por NCC Radio a través de su sitio web.

## Sistema de Campeonato
Tal como en el torneo de apertura Los clubes se dividieron en 2 grupos, Zona Centro y Zona Sur, cada una conformada con 10 equipos, se jugó en modalidad de todos contra todos, pero a diferencia del campeonato de apertura, este se jugó en una rueda, clasificando a etapa de playoff los 4 clubes mejores ubicados en la tabla de cómputo general de cada zona.

Paralelamente se desarrolló un torneo experimental que incluyó a la Zona Norte, conformada por 7 equipos, el cual se jugó también en partidos de todos contra todos en una rueda y desde donde salió el campeón de la zona. 

## Incorporaciones y Retiros
| a Clausura 2013       |
| --------------------- |
| Arturo Fernández Vial |
| Deportes Ñielol       |
| Deportes Ovalle       |

| a Asociación de Origen                        |
| --------------------------------------------- |
| Unión Temuco (Se fusionó con Deportes Temuco) |

## Equipos participantes
| Nombre                       | Ciudad                   | Fundación               | Estadio                              |
| ---------------------------- | ------------------------ | ----------------------- | ------------------------------------ |
| Arturo Fernández Vial        | Concepción               | 2009                    | Municipal Ester Roa                  |
| Audax Italiano               | Santiago (La Florida)    | 30 de noviembre de 1910 | Bicentenario Municipal de La Florida |
| Cobresal                     | El Salvador              | 5 de mayo de 1979       | El Cobre                             |
| Colo-Colo                    | Santiago (Macul)         | 19 de abril de 1925     | Monumental                           |
| Curicó Unido                 | Curicó                   | 26 de febrero de 1973   | La Granja                            |
| Deportes La Serena           | La Serena                | 9 de diciembre de 1955  | La Portada                           |
| Deportes Ñielol              |                          |                         |                                      |
| Deportes Ovalle              | Ovalle                   | 1 de enero de 1963      |                                      |
| Deportes Puerto Montt        | Puerto Montt             | 6 de mayo de 1983       | Regional de Chinquihue               |
| Deportes Temuco              | Temuco                   | 27 de junio de 1916     | Bicentenario Germán Becker           |
| Everton                      | Viña del Mar             | 24 de junio de 1909     | Sausalito                            |
| Palestino                    | Santiago (La Cisterna)   | 20 de agosto de 1920    | Municipal de La Cisterna             |
| Rangers                      | Talca                    | 2 de noviembre de 1902  | Fiscal de Talca                      |
| San Luis de Quillota         | Quillota                 | 8 de diciembre de 1919  | Bicentenario Lucio Fariña Fernández  |
| Santiago Morning             | Santiago (La Pintana)    | 16 de octubre de 1903   | Municipal de La Pintana              |
| Santiago Wanderers           | Valparaíso               | 15 de agosto de 1892    | Regional Chiledeportes               |
| Unión Española               | Santiago (Independencia) | 18 de mayo de 1897      | Santa Laura                          |
| Universidad Austral de Chile | Valdivia                 |                         |                                      |
| Universidad Católica         | Santiago (Las Condes)    | 21 de abril de 1937     | San Carlos de Apoquindo              |
| Universidad de Chile         | Santiago (Ñuñoa)         | 24 de mayo de 1927      | Nacional Julio Martínez              |

## Fixture y Resultados

### Zona Centro
| PRIMERA FECHA 07 y 8 de septiembre | PRIMERA FECHA 07 y 8 de septiembre | PRIMERA FECHA 07 y 8 de septiembre | PRIMERA FECHA 07 y 8 de septiembre | PRIMERA FECHA 07 y 8 de septiembre |
| Día                                | Local                              | Resultado                          | Visita                             |                                    |
| ---------------------------------- | ---------------------------------- | ---------------------------------- | ---------------------------------- | ---------------------------------- |
| 07-sep                             | Colo-Colo                          | 14 - 0                             | Unión Española                     |                                    |
| 08-sep                             | Audax Italiano                     | 9 - 1                              | Deportes La Serena                 |                                    |
| 08-sep                             | Ovalle                             | 1 - 10                             | Santiago Wanderers                 |                                    |
| 08-sep                             | Universidad Católica               | 3 - 1                              | San Luis de Quillota               |                                    |
| 08-sep                             | Palestino                          | 2 - 1                              | Universidad de Chile               |                                    |

| SEGUNDA FECHA 14 y 15 de septiembre | SEGUNDA FECHA 14 y 15 de septiembre | SEGUNDA FECHA 14 y 15 de septiembre | SEGUNDA FECHA 14 y 15 de septiembre | SEGUNDA FECHA 14 y 15 de septiembre |
| Día                                 | Local                               | Resultado                           | Visita                              |                                     |
| ----------------------------------- | ----------------------------------- | ----------------------------------- | ----------------------------------- | ----------------------------------- |
| 14-sep                              | Unión Española                      | 0 - 0                               | Deportes La Serena                  |                                     |
| 14-sep                              | San Luis de Quillota                | 0 - 17                              | Colo-Colo                           |                                     |
| 15-sep                              | Ovalle                              | 2 - 10                              | Universidad Católica                |                                     |
| 15-sep                              | Santiago Wanderers                  | 3 - 1                               | Universidad de Chile                |                                     |
| 15-sep                              | Audax Italiano                      | 4 - 2                               | Palestino                           |                                     |

| TERCERA FECHA 28 y 29 de septiembre | TERCERA FECHA 28 y 29 de septiembre | TERCERA FECHA 28 y 29 de septiembre | TERCERA FECHA 28 y 29 de septiembre | TERCERA FECHA 28 y 29 de septiembre |
| Día                                 | Local                               | Resultado                           | Visita                              |                                     |
| ----------------------------------- | ----------------------------------- | ----------------------------------- | ----------------------------------- | ----------------------------------- |
| 28-sept                             | Universidad de Chile                | 2 - 3                               | Audax Italiano                      |                                     |
| 28-sept                             | Universidad Católica                | 3 - 3                               | Santiago Wanderers                  |                                     |
| 28-sept                             | Palestino                           | 3 - 3                               | Unión Española                      |                                     |
| 29-sept                             | Colo-Colo                           | 32 - 0                              | Ovalle                              |                                     |
| 29-sept                             | Deportes La Serena                  | 2 - 1                               | San Luis de Quillota                |                                     |

| CUARTA FECHA 05 y 6 de octubre | CUARTA FECHA 05 y 6 de octubre | CUARTA FECHA 05 y 6 de octubre | CUARTA FECHA 05 y 6 de octubre | CUARTA FECHA 05 y 6 de octubre |
| Día                            | Local                          | Resultado                      | Visita                         |                                |
| ------------------------------ | ------------------------------ | ------------------------------ | ------------------------------ | ------------------------------ |
| 05-oct                         | Unión Española                 | 6 - 5                          | Universidad de Chile           |                                |
| 05-oct                         | Universidad Católica           | 0 - 7                          | Colo-Colo                      |                                |
| 06-oct                         | Ovalle                         | 0 - 13                         | Deportes La Serena             |                                |
| 06-oct                         | Santiago Wanderers             | 0 - 1                          | Audax Italiano                 |                                |
| 06-oct                         | San Luis de Quillota           | 2 - 0                          | Palestino                      |                                |

| QUINTA FECHA 12 y 13 de octubre | QUINTA FECHA 12 y 13 de octubre | QUINTA FECHA 12 y 13 de octubre | QUINTA FECHA 12 y 13 de octubre | QUINTA FECHA 12 y 13 de octubre |
| Día                             | Local                           | Resultado                       | Visita                          |                                 |
| ------------------------------- | ------------------------------- | ------------------------------- | ------------------------------- | ------------------------------- |
| 12-oct                          | Universidad de Chile            | 5 - 0                           | San Luis de Quillota            |                                 |
| 12-oct                          | Colo-Colo                       | 5 - 0                           | Santiago Wanderers              |                                 |
| 13-oct                          | Deportes La Serena              | 1 - 0                           | Universidad Católica            |                                 |
| 13-oct                          | Palestino                       | 6 - 1                           | Ovalle                          |                                 |
| 13-oct                          | Audax Italiano                  | 2 - 1                           | Unión Española                  |                                 |

| SEXTA FECHA 19 y 20 de octubre | SEXTA FECHA 19 y 20 de octubre | SEXTA FECHA 19 y 20 de octubre | SEXTA FECHA 19 y 20 de octubre | SEXTA FECHA 19 y 20 de octubre |
| Día                            | Local                          | Resultado                      | Visita                         |                                |
| ------------------------------ | ------------------------------ | ------------------------------ | ------------------------------ | ------------------------------ |
| 19-oct                         | San Luis de Quillota           | 0 - 2                          | Audax Italiano                 |                                |
| 19-oct                         | Santiago Wanderers             | 0 - 0                          | Unión Española                 |                                |
| 20-oct                         | Ovalle                         | 1 - 7                          | Universidad de Chile           |                                |
| 20-oct                         | Universidad Católica           | 0 - 1                          | Palestino                      |                                |
| 20-oct                         | Colo-Colo                      | 16 - 1                         | Deportes La Serena             |                                |

| SÉPTIMA FECHA 26, 27 de octubre y 20 de noviembre                 | SÉPTIMA FECHA 26, 27 de octubre y 20 de noviembre | SÉPTIMA FECHA 26, 27 de octubre y 20 de noviembre | SÉPTIMA FECHA 26, 27 de octubre y 20 de noviembre | SÉPTIMA FECHA 26, 27 de octubre y 20 de noviembre |
| Día                                                               | Local                                             | Resultado                                         | Visita                                            |                                                   |
| ----------------------------------------------------------------- | ------------------------------------------------- | ------------------------------------------------- | ------------------------------------------------- | ------------------------------------------------- |
| 26-oct                                                            | Deportes La Serena                                | 1 - 1                                             | Santiago Wanderers                                |                                                   |
| 26-oct                                                            | Unión Española                                    | *3 - 0                                            | San Luis de Quillota                              |                                                   |
| 26-oct                                                            | Universidad de Chile                              | 5 - 1                                             | Universidad Católica                              |                                                   |
| 27-oct                                                            | Audax Italiano                                    | 9 - 1                                             | Ovalle                                            |                                                   |
| 20-nov                                                            | Palestino                                         | 0 - 18                                            | Colo-Colo                                         |                                                   |
| * Resultado W.O. debido a que San Luis no se presentó al partido. |                                                   |                                                   |                                                   |                                                   |

| OCTAVA FECHA 31 de octubre, 02, 03 y 13 de noviembre | OCTAVA FECHA 31 de octubre, 02, 03 y 13 de noviembre | OCTAVA FECHA 31 de octubre, 02, 03 y 13 de noviembre | OCTAVA FECHA 31 de octubre, 02, 03 y 13 de noviembre | OCTAVA FECHA 31 de octubre, 02, 03 y 13 de noviembre |
| Día                                                  | Local                                                | Resultado                                            | Visita                                               |                                                      |
| ---------------------------------------------------- | ---------------------------------------------------- | ---------------------------------------------------- | ---------------------------------------------------- | ---------------------------------------------------- |
| 31-oct                                               | Universidad Católica                                 | 0 - 1                                                | Audax Italiano                                       |                                                      |
| 02-nov                                               | Santiago Wanderers                                   | 4 - 3                                                | San Luis de Quillota                                 |                                                      |
| 03-nov                                               | Deportes La Serena                                   | 5 - 3                                                | Palestino                                            |                                                      |
| 03-nov                                               | Ovalle                                               | 1 - 7                                                | Unión Española                                       |                                                      |
| 13-nov                                               | Colo-Colo                                            | 6 - 1                                                | Universidad de Chile                                 |                                                      |

| NOVENA FECHA 09 y 10 de noviembre | NOVENA FECHA 09 y 10 de noviembre | NOVENA FECHA 09 y 10 de noviembre | NOVENA FECHA 09 y 10 de noviembre | NOVENA FECHA 09 y 10 de noviembre |
| Día                               | Local                             | Resultado                         | Visita                            |                                   |
| --------------------------------- | --------------------------------- | --------------------------------- | --------------------------------- | --------------------------------- |
| 09-nov                            | Unión Española                    | 3 - 2                             | Universidad Católica              |                                   |
| 10-nov                            | Universidad de Chile              | 3 - 2                             | Deportes La Serena                |                                   |
| 10-nov                            | Palestino                         | 0 - 4                             | Santiago Wanderers                |                                   |
| 10-nov                            | San Luis de Quillota              | 9 - 0                             | Ovalle                            |                                   |
| 10-nov                            | Audax Italiano                    | 1 - 10                            | Colo-Colo                         |                                   |

_______________________________________________________________________________________________________________________________________________________________________________________________________________

### Zona Sur
| PRIMERA FECHA 07, 08 y 26 de septiembre | PRIMERA FECHA 07, 08 y 26 de septiembre | PRIMERA FECHA 07, 08 y 26 de septiembre | PRIMERA FECHA 07, 08 y 26 de septiembre | PRIMERA FECHA 07, 08 y 26 de septiembre |
| Día                                     | Local                                   | Resultado                               | Visita                                  |                                         |
| --------------------------------------- | --------------------------------------- | --------------------------------------- | --------------------------------------- | --------------------------------------- |
| 07-sep                                  | Deportes Ñielol                         | 2 - 3                                   | Curicó Unido                            |                                         |
| 07-sep                                  | Cobresal                                | 2 - 1                                   | Arturo Fernández Vial                   |                                         |
| 08-sep                                  | Everton                                 | 6 - 0                                   | D. Puerto Montt                         |                                         |
| 08-sep                                  | Deportes Temuco                         | 2 - 3                                   | Rangers                                 |                                         |
| 26-sep                                  | UACH                                    | 4 - 5                                   | Santiago Morning                        |                                         |

| SEGUNDA FECHA 14 y 15 de septiembre | SEGUNDA FECHA 14 y 15 de septiembre | SEGUNDA FECHA 14 y 15 de septiembre | SEGUNDA FECHA 14 y 15 de septiembre | SEGUNDA FECHA 14 y 15 de septiembre |
| Día                                 | Local                               | Resultado                           | Visita                              |                                     |
| ----------------------------------- | ----------------------------------- | ----------------------------------- | ----------------------------------- | ----------------------------------- |
| 14-sep                              | D. Puerto Montt                     | 3 - 2                               | Arturo Fernández Vial               |                                     |
| 14-sep                              | Rangers                             | 6 - 0                               | Cobresal                            |                                     |
| 15-sep                              | Santiago Morning                    | 14 - 2                              | Deportes Ñielol                     |                                     |
| 15-sep                              | Curicó Unido                        | 1 - 1                               | Deportes Temuco                     |                                     |
| 15-sep                              | Everton                             | 11 - 1                              | UACH                                |                                     |

| TERCERA FECHA 28 y 29 de septiembre | TERCERA FECHA 28 y 29 de septiembre | TERCERA FECHA 28 y 29 de septiembre | TERCERA FECHA 28 y 29 de septiembre | TERCERA FECHA 28 y 29 de septiembre |
| Día                                 | Local                               | Resultado                           | Visita                              |                                     |
| ----------------------------------- | ----------------------------------- | ----------------------------------- | ----------------------------------- | ----------------------------------- |
| 28-sept                             | Deportes Ñielol                     | 0 - 6                               | Everton                             |                                     |
| 28-sept                             | Arturo Fernández Vial               | 1 - 5                               | Rangers                             |                                     |
| 28-sept                             | Cobresal                            | 2 - 3                               | Curicó Unido                        |                                     |
| 28-sept                             | Deportes Temuco                     | 2 - 2                               | Santiago Morning                    |                                     |
| 29-sept                             | UACH                                | 1 - 3                               | D. Puerto Montt                     |                                     |

| CUARTA FECHA 06 y 31 de octubre | CUARTA FECHA 06 y 31 de octubre | CUARTA FECHA 06 y 31 de octubre | CUARTA FECHA 06 y 31 de octubre | CUARTA FECHA 06 y 31 de octubre |
| Día                             | Local                           | Resultado                       | Visita                          |                                 |
| ------------------------------- | ------------------------------- | ------------------------------- | ------------------------------- | ------------------------------- |
| 06-oct                          | Everton                         | 3 - 0                           | Deportes Temuco                 |                                 |
| 06-oct                          | Santiago Morning                | 7 - 1                           | Cobresal                        |                                 |
| 06-oct                          | UACH                            | 0 - 0                           | Deportes Ñielol                 |                                 |
| 06-oct                          | Curicó Unido                    | 1 - 1                           | Arturo Fernández Vial           |                                 |
| 31-oct                          | D. Puerto Montt                 | 2 - 5                           | Rangers                         |                                 |

| QUINTA FECHA 10, 12 y 13 de octubre | QUINTA FECHA 10, 12 y 13 de octubre | QUINTA FECHA 10, 12 y 13 de octubre | QUINTA FECHA 10, 12 y 13 de octubre | QUINTA FECHA 10, 12 y 13 de octubre |
| Día                                 | Local                               | Resultado                           | Visita                              |                                     |
| ----------------------------------- | ----------------------------------- | ----------------------------------- | ----------------------------------- | ----------------------------------- |
| 10-oct                              | Cobresal                            | 0 - 7                               | Everton                             |                                     |
| 12-oct                              | Deportes Ñielol                     | 2 - 9                               | D. Puerto Montt                     |                                     |
| 12-oct                              | Rangers                             | 4 - 1                               | Curicó Unido                        |                                     |
| 12-oct                              | Deportes Temuco                     | 4 - 2                               | UACH                                |                                     |
| 13-oct                              | Arturo Fernández Vial               | 3 - 6                               | Santiago Morning                    |                                     |

| SEXTA FECHA 19 y 20 de octubre | SEXTA FECHA 19 y 20 de octubre | SEXTA FECHA 19 y 20 de octubre | SEXTA FECHA 19 y 20 de octubre | SEXTA FECHA 19 y 20 de octubre |
| Día                            | Local                          | Resultado                      | Visita                         |                                |
| ------------------------------ | ------------------------------ | ------------------------------ | ------------------------------ | ------------------------------ |
| 19-oct                         | Deportes Ñielol                | 0 - 5                          | Deportes Temuco                |                                |
| 19-oct                         | D. Puerto Montt                | 1 - 1                          | Curicó Unido                   |                                |
| 19-oct                         | UACH                           | 3 - 0                          | Cobresal                       |                                |
| 20-oct                         | Everton                        | 9 - 0                          | Arturo Fernández Vial          |                                |
| 20-oct                         | Santiago Morning               | 5 - 1                          | Rangers                        |                                |

| SÉPTIMA FECHA 11, 17, 26 y 27 de octubre | SÉPTIMA FECHA 11, 17, 26 y 27 de octubre | SÉPTIMA FECHA 11, 17, 26 y 27 de octubre | SÉPTIMA FECHA 11, 17, 26 y 27 de octubre | SÉPTIMA FECHA 11, 17, 26 y 27 de octubre |
| Día                                      | Local                                    | Resultado                                | Visita                                   |                                          |
| ---------------------------------------- | ---------------------------------------- | ---------------------------------------- | ---------------------------------------- | ---------------------------------------- |
| 11-oct                                   | Deportes Temuco                          | 1 - 3                                    | D. Puerto Montt                          |                                          |
| 17-oct                                   | Rangers                                  | 1 - 7                                    | Everton                                  |                                          |
| 26-oct                                   | Cobresal                                 | 4 - 0                                    | Deportes Ñielol                          |                                          |
| 26-oct                                   | Arturo Fernández Vial                    | 4 - 1                                    | UACH                                     |                                          |
| 27-oct                                   | Curicó Unido                             | 1 - 4                                    | Santiago Morning                         |                                          |

| OCTAVA FECHA 02, 03 y 13 de noviembre | OCTAVA FECHA 02, 03 y 13 de noviembre | OCTAVA FECHA 02, 03 y 13 de noviembre | OCTAVA FECHA 02, 03 y 13 de noviembre | OCTAVA FECHA 02, 03 y 13 de noviembre |
| Día                                   | Local                                 | Resultado                             | Visita                                |                                       |
| ------------------------------------- | ------------------------------------- | ------------------------------------- | ------------------------------------- | ------------------------------------- |
| 02-nov                                | D. Puerto Montt                       | 1 - 3                                 | Santiago Morning                      |                                       |
| 02-nov                                | Deportes Ñielol                       | 1 - 10                                | Arturo Fernández Vial                 |                                       |
| 02-nov                                | UACH                                  | 0 - 4                                 | Rangers                               |                                       |
| 03-nov                                | Deportes Temuco                       | 3 - 2                                 | Cobresal                              |                                       |
| 13-nov                                | Everton                               | 11 - 0                                | Curicó Unido                          |                                       |

| NOVENA FECHA 09, 10 Y 16 de noviembre | NOVENA FECHA 09, 10 Y 16 de noviembre | NOVENA FECHA 09, 10 Y 16 de noviembre | NOVENA FECHA 09, 10 Y 16 de noviembre | NOVENA FECHA 09, 10 Y 16 de noviembre |
| Día                                   | Local                                 | Resultado                             | Visita                                |                                       |
| ------------------------------------- | ------------------------------------- | ------------------------------------- | ------------------------------------- | ------------------------------------- |
| 09-nov                                | Cobresal                              | *3 - 3                                | D. Puerto Montt                       |                                       |
| 09-nov                                | Curicó Unido                          | 4 - 3                                 | UACH                                  |                                       |
| 09-nov                                | Rangers                               | 8 - 1                                 | Deportes Ñielol                       |                                       |
| 10-nov                                | Santiago Morning                      | 2 - 2                                 | Everton                               |                                       |
| 16-nov                                | Arturo Fernández Vial                 | 2 - 7                                 | Deportes Temuco                       |                                       |

*Nota: Sancionados con la resta de puntos obtenidos en este partido por la participación en cancha de una jugadora de Cobresal y del Director Técnico de Puerto Montt encontrándose ambos suspendidos. 

## Clasificación por zona

### Zona Centro
| POS. | EQUIPO               | PTS | PJ | PG | PE | PP | GF  | GC  | DG  |
| ---- | -------------------- | --- | -- | -- | -- | -- | --- | --- | --- |
| 1    | Colo-Colo            | 27  | 9  | 9  | 0  | 0  | 125 | 3   | 122 |
| 2    | Audax Italiano       | 24  | 9  | 8  | 0  | 1  | 32  | 17  | 15  |
| 3    | Santiago Wanderers   | 15  | 9  | 4  | 3  | 2  | 25  | 15  | 10  |
| 4    | Unión Española       | 15  | 9  | 4  | 3  | 2  | 23  | 27  | -4  |
| 5    | Deportes La Serena   | 14  | 9  | 4  | 2  | 3  | 26  | 33  | -7  |
| 6    | Universidad de Chile | 12  | 9  | 4  | 0  | 5  | 30  | 24  | 6   |
| 7    | Palestino            | 10  | 9  | 3  | 1  | 5  | 17  | 38  | -21 |
| 8    | Universidad Católica | 7   | 9  | 2  | 1  | 6  | 19  | 24  | -5  |
| 9    | Deportes Ovalle      | 0   | 9  | 0  | 0  | 9  | 7   | 103 | -96 |
| 10   | San Luis de Quillota | -4* | 9  | 2  | 0  | 7  | 16  | 36  | -20 |

### Zona Sur
| POS. | EQUIPO                | PTS | PJ | PG | PE | PP | GF | GC | DG  |
| ---- | --------------------- | --- | -- | -- | -- | -- | -- | -- | --- |
| 1    | Everton               | 25  | 9  | 8  | 1  | 0  | 62 | 4  | 58  |
| 2    | Santiago Morning      | 23  | 9  | 7  | 2  | 0  | 48 | 17 | 31  |
| 3    | Rangers               | 21  | 9  | 7  | 0  | 2  | 37 | 19 | 18  |
| 4    | Deportes Temuco       | 14  | 9  | 4  | 2  | 3  | 25 | 18 | 7   |
| 5    | Puerto Montt          | 13* | 9  | 4  | 2  | 3  | 25 | 24 | 1   |
| 6    | Curicó Unido          | 12  | 9  | 3  | 3  | 3  | 15 | 29 | -14 |
| 7    | Arturo Fernández Vial | 7   | 9  | 2  | 1  | 6  | 24 | 35 | -11 |
| 8    | Cobresal              | 6*  | 9  | 2  | 1  | 6  | 14 | 33 | -19 |
| 9    | UACH                  | 4   | 9  | 1  | 1  | 7  | 15 | 35 | -20 |
| 10   | Deportes Ñielol       | 1   | 9  | 0  | 1  | 8  | 8  | 59 | -51 |

POS. = Posición; PTS = Puntos; PJ = Partidos Jugados; PG = Partidos Ganados; PE = Partidos Empatados; 
 PP = Partidos Perdidos; GF = Goles a favor; GC = Goles en contra; DG = Diferencia de goles
|  | Clasifican a playoffs |

## Evolución de la clasificación
| EQUIPO / FECHA       | 01 | 02 | 03 | 04 | 05 | 06 | 07 | 08 | 09 |
| -------------------- | -- | -- | -- | -- | -- | -- | -- | -- | -- |
| Audax Italiano       | 3  | 3  | 2  | 2  | 2  | 2  | 2  | 2  | 2  |
| Colo-Colo            | 1  | 1  | 1  | 1  | 1  | 1  | 1  | 1  | 1  |
| Deportes La Serena   | 8  | 6  | 6  | 4  | 3  | 4  | 3  | 3  | 5  |
| Deportes Ovalle      | 9  | 9  | 10 | 10 | 10 | 10 | 9  | 9  | 9  |
| Palestino            | 5  | 5  | 5  | 7  | 6  | 3  | 4  | 6  | 7  |
| San Luis de Quillota | 7  | 10 | 9  | 8  | 9  | 9  | 10 | 10 | 10 |
| Santiago Wanderers   | 2  | 2  | 3  | 3  | 4  | 5  | 6  | 4  | 3  |
| Unión Española       | 10 | 7  | 7  | 6  | 7  | 8  | 7  | 5  | 4  |
| Universidad Católica | 4  | 3  | 4  | 5  | 5  | 6  | 8  | 8  | 8  |
| Universidad de Chile | 6  | 8  | 8  | 9  | 8  | 7  | 5  | 7  | 6  |

| EQUIPO / FECHA               | 01 | 02 | 03 | 04 | 05 | 06 | 07 | 08 | 09 |
| ---------------------------- | -- | -- | -- | -- | -- | -- | -- | -- | -- |
| Arturo Fernández Vial        | 9  | 8  | 8  | 8  | 8  | 9  | 9  | 7  | 7  |
| Cobresal                     | 5  | 6  | 6  | 6  | 7  | 8  | 7  | 8  | 8  |
| Curicó Unido                 | 4  | 4  | 4  | 4  | 5  | 5  | 5  | 6  | 6  |
| Deportes Ñielol              | 8  | 10 | 10 | 10 | 10 | 10 | 10 | 10 | 10 |
| Deportes Puerto Montt        | 10 | 5  | 5  | 5  | 4  | 4  | 4  | 4  | 5  |
| Deportes Temuco              | 7  | 7  | 7  | 7  | 6  | 6  | 6  | 5  | 4  |
| Everton                      | 1  | 1  | 1  | 1  | 1  | 1  | 1  | 1  | 1  |
| Rangers                      | 3  | 3  | 2  | 2  | 2  | 3  | 3  | 3  | 3  |
| Santiago Morning             | 2  | 2  | 3  | 3  | 3  | 2  | 2  | 2  | 2  |
| Universidad Austral de Chile | 6  | 9  | 9  | 9  | 9  | 7  | 8  | 9  | 9  |

* Nota: Algunos partidos no se jugaron en la fecha programada, cuando dichos encuentros pendientes se 
 disputaron la tabla de evolución se rehízo como si se hubieran jugado en las fechas correspondientes.

## Playoffs
Terminada la fase clasificatoria, los 4 mejores equipos de cada zona accedieron a playoffs para disputar el título del campeonato de clausura 2013. Los cuartos de final y las semifinales se jugaron en un solo partido, jugando de local el equipo que obtuvo el mejor lugar en su zona durante la fase regular del campeonato. La final se disputó en partidos de ida y vuelta, siendo local en el primer partido el equipo que tuvo menor rendimiento durante la fase regular.
|  | Cuartos de final         | Cuartos de final         | Cuartos de final         |       |           | Semifinales                      | Semifinales                      | Semifinales                      |  |  | Final                | Final                | Final                |
|  | 23, 24 y 25 de noviembre | 23, 24 y 25 de noviembre | 23, 24 y 25 de noviembre |       |           | 27 de noviembre y 1 de diciembre | 27 de noviembre y 1 de diciembre | 27 de noviembre y 1 de diciembre |  |  | 26 y 29 de diciembre | 26 y 29 de diciembre | 26 y 29 de diciembre |
|  |                          |                          |                          |       |           |                                  |                                  |                                  |  |  |                      |                      |                      |
|  | Colo-Colo                | ——                       | 6                        |       |           |                                  |                                  |                                  |  |  |                      |                      |                      |
|  | Deportes Temuco          | ——                       | 0                        |       |           |                                  |                                  |                                  |  |  |                      |                      |                      |
|  | Deportes Temuco          | ——                       | 0                        |       | Colo-Colo | ——                               | 8                                |                                  |  |  |                      |                      |                      |
|  |                          |                          |                          |       | Colo-Colo | ——                               | 8                                |                                  |  |  |                      |                      |                      |
|  |                          | Audax Italiano           | ——                       | 0     |           |                                  |                                  |                                  |  |  |                      |                      |                      |
|  | Audax Italiano           | Audax Italiano           | ——                       | 0     | ——        | 5                                |                                  |                                  |  |  |                      |                      |                      |
|  | Audax Italiano           |                          |                          |       | ——        | 5                                |                                  |                                  |  |  |                      |                      |                      |
|  | Rangers                  | ——                       | 1                        |       |           |                                  |                                  |                                  |  |  |                      |                      |                      |
|  |                          |                          |                          |       |           |                                  |                                  |                                  |  |  | Colo-Colo            | 2                    | 3                    |
|  |                          |                          | Santiago Wanderers       | 0     | 0         |                                  |                                  |                                  |  |  |                      |                      |                      |
|  | Everton                  | ——                       | 6                        |       |           |                                  |                                  |                                  |  |  |                      |                      |                      |
|  | Unión Española           | ——                       | 1                        |       |           |                                  |                                  |                                  |  |  |                      |                      |                      |
|  | Unión Española           | ——                       | 1                        |       | Everton   | ——                               | 0 (2)                            |                                  |  |  |                      |                      |                      |
|  |                          |                          |                          |       | Everton   | ——                               | 0 (2)                            |                                  |  |  |                      |                      |                      |
|  |                          | Santiago Wanderers       | ——                       | 0 (4) |           |                                  |                                  |                                  |  |  |                      |                      |                      |
|  | * Santiago Morning       | Santiago Wanderers       | ——                       | 0 (4) | ——        | 3                                |                                  |                                  |  |  |                      |                      |                      |
|  | * Santiago Morning       |                          |                          |       | ——        | 3                                |                                  |                                  |  |  |                      |                      |                      |
|  | Santiago Wanderers       | ——                       | 1                        |       |           |                                  |                                  |                                  |  |  |                      |                      |                      |

*  Santiago Morning fue descalificado, por la no inscripción en su planilla, de una de sus jugadoras. 

### Cuartos de final
| 23 de noviembre de 2013, 10:00 | Colo Colo                                                                          | 6:0 (3:0) | Deportes Temuco | Estadio Monumental - Cancha Nº2, Santiago |  |
|                                | Yessenia Huenteo 28' · Gloria Villamayor 34', 38', 60' · Estefania Banini 76', 86' |           |                 |                                           |  |

| 24 de noviembre de 2013, 17:00 | Audax Italiano                                                     | 5:1 | Rangers | Ciudad de Campeones, Santiago |  |
|                                | Fabiola Arroyo , · Valesca Silva · Viviana Pino · Fernanda Pinilla |     | Anotado |                               |  |

| 24 de noviembre de 2013, 16:00 | Santiago Morning | 3:1 | Santiago Wanderers | Complejo Deportivo Santiago Morning, Quilicura |  |
|                                |                  |     |                    | Árbitro(s): María Belén Carvajal               |  |

| 25 de noviembre de 2013, 17:00 | Everton | 6:1 | Unión Española | Sindicato N.º 1 Codelco, Mantagua |  |

### Semifinales
| 27 de noviembre de 2013, 21:00 | Colo Colo                                                                                      | 8:0 (4:0) | Audax Italiano | Estadio Monumental - C. Sintética, Santiago |  |
|                                | Estefania Banini , · Yessenia Huenteo , · Yusmery Ascanio , · Claudia Soto · Gloria Villamayor |           |                |                                             |  |

| 1 de diciembre de 2013, 17:00 | Everton                                                            | 0:0 (0:0) (2 – 4 p.)       | Santiago Wanderers                                                                                  | Complejo Reñaca Alto, Viña del Mar |  |
|                               |                                                                    |                            | | Árbitro(s): Bárbra Bastías         |  |
|                               |                                                                    | Tiros desde el punto penal | |                                    |  |
|                               | Gina Bravo · Nicol Sanhueza · Ana Laura Ontiveros · Su Helen Galaz |                            | Javiera Valencia · Catherine Justiniano · Bárbara Quezada · Constanza Villanueva · Rebeca Fernández |                                    |  |

### Final
| 26 de diciembre de 2013, 18:00 | Santiago Wanderers | 0:2 (0:0) | Colo-Colo                             | Estadio Atlético Municipal de Concón, Concón |                          |
|                                |                    |           | Carla Guerrero 60' · Claudia Soto 62' | Árbitro(s): Paola Barria                     | Árbitro(s): Paola Barria |

| 29 de diciembre de 2013, 11:00 | Colo-Colo                                                           | 3:0 (0:0) | Santiago Wanderers | Estadio Monumental, Santiago     |                                  |
|                                | Francisca Lara 53' (p) · Estefania Banini 82' · Yusmery Ascanio 91' | Reporte   |                    | Árbitro(s): María Belén Carvajal | Árbitro(s): María Belén Carvajal |

## Campeón
| Chile               |
| Colo-Colo 7º título |